# داستان کوتاه
داستان کوتاه گونه‌ای از ادبیات داستانی است که نسبت به رمان یا داستان بلند حجم بسیار کم‌تری داشته و نویسنده در آن، برشی از ماجرا و حوادث را آورده یا تمام ماجرا را به‌طور خلاصه در آن می‌نویسد. درحالی که در داستان بلند یا رمان، نویسنده به جنبه‌های مختلف زندگی یک یا چند شخصیت می‌پردازد و در شاخ و برگ دادن به موضوعات مد نظرش محدودیتی در تعداد کلمات ندارد. در نگارش داستان کوتاه ایجاز (خلاصه‌نویسی) اهمیت بسیاری داشته و نویسنده کم‌تر به موضوعات غیر ضروری می‌پردازد.
داستان‌های کوتاه از نظر حجم و تعداد کلمات، استاندارد تعیین شده‌ای ندارند. اما می‌توان به داستانی که در کم‌ترین تعداد کلمات یک روایت نتیجه‌گیری شدهٔ ادبی را در خود جای داده یک داستان کوتاه گفت. یک داستان کوتاه می‌تواند از ۱۰۰ تا ۵۰۰۰ کلمه (و حتی بیش‌تر، تا حدودی که همچنان از نظر عموم به عنوان یک داستان کوتاه خطاب شود) را در بر بگیرد.

## تعریف
تعریف داستان کوتاه، تفاوت این نوع ادبی را با انواع دیگر مشخص می‌کند. به‌طور کلی داستان کوتاه به داستان‌هایی گفته می‌شوند که کوتاه‌تر از داستان‌های بلند باشند. داستان کوتاه مثل دریچه یا دریچه‌هایی است که به روی زندگی شخصیت یا شخصیت‌هایی، برای مدت کوتاهی باز می‌شود و به خواننده فقط امکان می‌دهد که از این دریچه‌ها به اتفاقاتی که در حال وقوع است نگاه کند.
شخصیت در داستان کوتاه فقط خود را نشان می‌دهد و کمتر گسترش و تحول می‌یابد. «ادگار آلن پو» نویسنده آمریکایی می‌گوید:
داستان کوتاه قطعه‌ای تخیلی است که حادثه واحدی را، خواه مادی باشد و خواه معنوی، مورد بحث قرار دهد. این قطعه تخیلی بدیع باید بدرخشد، خواننده را به هیجان بیاورد، یا در او اثر گذارد باید از نقطه ظهور تا پایان داستان در خط صاف و همواری حرکت کند.— آلن پو
داستان کوتاه «باید کوتاه باشد، اما این کوتاهی حد مشخص ندارد. ادگار آلن پو» در این مورد نیز گفته است:
داستان کوتاه" روایتی است که بتوان آن را در یک نشست (بین نیم ساعت تا دو ساعت) خواند. همه جزئیات آن باید پیرامون یک موضوع باشد و یک اثر را القا کند، یک اثر واحد را— آلن پو
در داستان کوتاه تعداد شخصیت‌ها محدود است. فضای کافی برای تجزیه و تحلیل‌های مفصل و پرداختن به امور جزئی در تکامل شخصیت‌ها وجود ندارد و معمولاً نمی‌توان در آن تحول و تکامل دقیق اوضاع و احوال اجتماعی بررسی کرد. حادثه اصلی به نحوی انتخاب می‌شود که هر چه بیشتر شخصیت قهرمان را تبیین کند و حوادث فرعی باید همه در جهت کمک به این وضع باشند. البته بسیاری از داستان‌های کوتاه خوب هم هست که در آن این قوانین رعایت نشده است.
داستان کوتاه ممکن است خیلی کوتاه باشد و مثلاً حدود ۵۰۰ کلمه بیشتر نداشته باشد. در داستان کوتاه شخصیت قبلاً تکوین یافته است و پیش چشم خوانندهٔ منتظر، در گیرودار کاری است که به اوج و لحظه حساس و بحرانی خود رسیده یا در جریان کاری است که قبلاً وقوع یافته اما به نتیجه نرسیده است. پس می‌توان گفت که
داستان کوتاه اثری است کوتاه که در آن نویسنده به یاری یک طرح منظم شخصیتی اصلی را دریک واقعهٔ اصلی نشان می‌دهد، و این اثر بر روی هم تأثیرِ واحدی را القا می‌کند

## تاریخچه داستان کوتاه

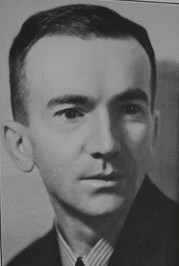
یان چِپ، نویسنده، مقاله‌نویس و مترجم اهل چک.

تاریخ داستان‌نویسی به کمتر از چهار قرن پیش می‌رسد. رمان‌نویسی به شیوه کلاسیک و امروزی آن اوایل قرن هفدهم و با رمان معروف دن کیشوت اثر میگل د سروانتس متولد شد. داستان کوتاه گذشتهٔ کوتاه‌تری نسبت به رمان‌نویسی دارد. نخستین داستان‌های کوتاه اوایل قرن نوزدهم خلق شدند. با این حال رد پای داستان کوتاه را دیرتر هم می‌توان یافت: قرن چهاردهم میلادی و در دکامرون اثر جووانی بوکاچیو و نیز حکایت‌های کنتربری نوشته جفری چاوسر. در ایران و در قرن هفتم هجری گرچه حکایات گلستان سعدی از جهت کوتاهی و وحدت موضوع به آنچه که امروزه به آن داستان کوتاه می‌گویند کم شباهت نیست، اما این قصه‌ها و حکایات با همه اهمیت و اعتبارشان به دلیل عدم شخصیت پردازی نمی‌توانند داستان کوتاه - به مفهوم امروزی آن- تلقی شوند. دراوایل قرن نوزدهم، ادگار آلن پو (۱۸۴۹–۱۸۰۹) در آمریکا و نیکلای گوگول (۱۸۵۲–۱۸۰۹) در روسیه گونه‌ای از روایت و داستان را بنیاد نهادند که اکنون داستان کوتاه نامیده می‌شود.
آلن پو (۱۸۴۹–۱۸۰۹) و نیکلای گوگول (۱۸۵۲–۱۸۰۹) را پدران داستان‌نویسی کوتاه می‌دانند؛ آلن پو نخستین بار داستان کوتاه را تعریف کرد و با نوشتن داستان‌های کوتاه مرگ سرخ و آوار خانه آشر کوتاه‌نویسی را آغاز کرد. گوگول نیز داستان‌های کوتاه واقع گرایانه می‌نوشت و داستان «شنل» او را آغازگر سبک واقع گرایی دانسته‌اند و اشارهٔ داستایوفسکی به داستان «شنل» او ناظر به همین معناست که «همهٔ ما از زیر شنل گوگول بیرون آمده‌ایم!»
این نوع داستان‌نویسی در قرن نوزدهم شکل گرفت. در اوایل همین قرن سالنامه‌ها و جنگ‌های ادبی وسیله‌ای در اختیار خوانندگان گذاشت تا خود را از راه داستان کوتاه به خوانندگان معرفی کند. از این رو در قرن نوزدهم داستان‌های کوتاه بیش از زمان‌های دیگر نوشته شدند؛ زیرا منظوری بهتر از این داشت که طی یک رمان طولانی فقط به علاقهٔ خواننده تلنگر بزند و آن را تحریک کند.
پس از گوگول و آلن پو، تأثیر دو نویسنده بعدی؛ یعنی گی دو موپاسان و آنتوان چخوف بر نویسندگان بعد از خود بسیار چشمگیر است. نویسندگان بزرگ دیگری چون او. هنری جیمز جویس، ارنست همینگوی، سالینجر، فاکنر نیز از پیشکسوتان این نوع داستان‌نویسی به‌شمار می‌آیند.
در قرن بیستم پیشرفت صنعت و زندگی ماشینی وقت و فراغت زیادی برای خوانندگان باقی نگذاشت تا به رمان خوانی اشتیاق نشان دهند بر این اساس نهضت کوتاه‌نویسی کوشید تا با پرداختن به داستان‌های کوتاه مانع از آن شود که خوانندگان از داستان خوانی فاصله بگیرند؛ بدین گونه داستان‌های زیادی با این فرم نوشته شد.

## حجم یک داستان کوتاه
مبحث این‌که یک داستان کوتاه، چقدر باید باشد، از دیرباز نویسنده‌ها را دچار مشکل کرده که چرا که هیچ منبع دقیقی نیست که با اطمینان به ما بگوید محدودهٔ یک داستان کوتاه، به‌طور ثابت چقدر است؟ داستان‌های کوتاهی وجود دارند که به ۳۰ یا ۴۰ صفحه می‌رسند و همچنین داستان‌های کوتاهی هستند که داستان برق‌آسا نیستند و خصوصیات یک داستان کوتاه را دارند، اما به سختی به ۲۰۰۰ کلمه می‌رسند. داستان‌های کوتاهی هم وجود دارد که بین این دو هستند و چیزی در حدود ۵۰۰۰ کلمه هستند. با این حساب، داستان‌های کوتاه انواع مختلفی دارند و قالب نوشتاری آن‌ها می‌تواند هم بزرگ و هم کوچک باشد.
البته شایان ذکر است که طول یک داستان کوتاه، به کشور و رسوم و ادبیات آن نیز بستگی دارد؛ مثلاً در ایالات متحده یک داستان کوتاه می‌تواند بالای ۱۰۰۰۰ کلمه داشته باشد (که آن‌ها را «داستان کوتاه بلند» می‌نامند) در حالی که در بریتانیا متوسط تعداد کلمات داستان‌های کوتاه حدود ۵۰۰۰ کلمه است و در استرالیا دست کم داستان کوتاه بیش از ۳۵۰۰ کلمه دارد. گرچه داستان‌های کوتاهی نیز هستند که تنها چندصد کلمه دارند (که آن‌ها را اغلب «روایت کوچک» می‌نامند).
خوانندگان معاصر داستان کوتاه انتظار دارند که داستان کوتاهی که می‌خوانند حداقل ۱۰۰۰ کلمه را داشته باشد.
در کشور ایران نیز امروزه، داستان‌های کوتاهی که توسط نویسنده‌ها نگارش می‌شنود، چیزی بین ۲۰۰۰ تا ۵۰۰۰ کلمه هستند و بلندتر از آن کم پیدا می‌شود و کوتاه تر از آن، دارای سبکِ داستان‌های برق‌آسا هستند. معمولاً مسابقات داستان کوتاهی که در کشورهای مختلف جهان برگزار می‌شوند، داستان‌های کوتاهی با میانگین ۱۲۰۰ کلمه (تقریباً دو و نیم صفحه) و اغلب نهایتاً تا ۵۰۰۰ کلمه را می‌پذیرند که می‌توان از چنین رویدادهایی، برای به دست آوردن یک میانگین کلی کلمات جهت تشخیص یک داستان کوتاه استفاده کرد.

## عناصر داستان کوتاه
سازه‌های داستان کوتاه، عناصری از آن هستند که حتماً باید در داستان وجود داشته باشند. به زبان دیگر، ارکان اصلی داستان که وجودشان ضروری است را عناصر داستان یا سازه‌های داستان کوتاه می‌نامیم.

### موضوع
موضوع هر داستان مفهومی است که داستان دربارهٔ آن نوشته می‌شود. موضوع را نویسنده در پیرنگ (طرح) نمایان کرده و خواننده با خواندن داستان پی به آن می‌برد.
در داستان کوتاه موضوع به لحاظ ساختاری مانند پیکری است که اندام‌های داستان به آن مربوط اند و رویدادهای داستان مستقیم یا غیر مستقیم به آن مربوط است. موضوع داستان اندوه نوشته چخوف مرگ فرزند است یا موضوع داستان گردنبند نوشته موپاسان امانت داری است. در داستان کوتاه اغلب یک موضوع اصلی وجود دارد که داستان دربارهٔ آن گسترش پیدا می‌کند. هر داستان ناگزیرِ داشتن موضوعی است. این موضوع در شکل کلی می‌تواند فقر، جنگ، عشق، مرگ، تنهایی، ترس یا هر مفهوم انسانی دیگری باشد. هر کدام از این موضوع هاو این مفاهیم کلی زیر مجموعه‌های زیادی دارند و داستان‌های زیادی می‌توان یافت که زیر مجموعه یکی از مفاهیم کلی قرار می‌گیرند. یافتن موضوع تازه برای داستان معمولاً با سختی همراه است. موضوع‌های ناگفته یا کمتر گفته شده که مفهومی شریف و انسانی و نه لزوماً اخلاقی را در خود داشته باشند موضوعات طلاییاند.
موضوع‌های یک داستان را می‌توان به موضوع‌های اجتماعی، سیاسی، اخلاقی، فلسفی، شخصی، تخیلی، عاشقانه و انواع دیگر تقسیم کرد. این تقسیم‌بندی تأکیدی است بر این نکته که داستان‌نویسی از چنان نیرویی برخوردار است که تقریباً در همه حوزه‌های انسانی می‌تواند زمینه مناسبی برای نمایش هنرمندانه اندیشه‌ها و عواطف انسانی باشد.

### درون‌مایه
درون‌مایه یا مضمون دیدگاهی است که از خواندن داستان دریافت می‌شود.
درون‌مایه در داستان کوتاه اهمیت ویژه‌ای دارد. داستان کوتاه باید درون‌مایه واحدی داشته باشد. درون‌مایه هماهنگ‌کننده سایر عناصر داستان است. جمال میرصادقی دربارهٔ تعریف درون‌مایه می‌نویسد:
درونمایه، مضمون یا تم، فکر اصلی و مسلط هر اثر ادبی است. خط یا رشته‌ای که در خلال اثر کشیده می‌شود و وضعیت و موقعیت‌های داستان را به هم پیوند می‌دهد. به بیانی دیگر، درونمایه را به عنوان فکر و اندیشه حاکمی تعریف کرده‌اند که نویسنده در داستان اعمال می‌کند؛ و به همین جهت است که می‌گویند درونمایه هر اثری جهت فکری و ادراکی نویسنده‌اش را نشان می‌دهد.
تشخیص درون‌مایه در یک داستان کوتاه پیچیده است. نویسندگان غالباً ترجیح می‌دهند که درون‌مایه را واضح به خواننده تحمیل نکنند و خواننده باید با خواندن داستان درون‌مایه را درک کند، گاهی اندیشهٔ مسلط بر داستان، در قالب سخنان شخصیت‌های داستان (به ویژه قهرمان-شخصیت اول-) نقل می‌شود. پیرنگ، زاویهٔ دید، توصیف‌ها، عنوان داستان، لحظات کلیدی و تأکیدهای نمادین معمولاً شواهد خوبی برای یافتن معنای داستان به‌شمار می‌رود. درون‌مایه، یکی از عناصر اصلی داستان کوتاه است، اما برخی از داستان‌ها فاقد این عنصر هستند، مانند داستان‌های جنایی و پلیسی یا داستان‌های ترسناک که هدف آن‌ها صرفاً سرگرمی مخاطب است.

### زمینه
شامل زمان و مکان داستان است. وضعیت آب و هوایی، شرایط اجتماعی و حس کلی داستان نیز از دیگر شاخص‌های زمینه به‌شمار می‌روند.

### طرح (پیرنگ)
طرح یا پیرنگ، چارچوب هر داستان است با تکیه بر روابط علّی و معلولی. در طرح خطوط اصلی داستان به گونه‌ای مرتبط و فشرده و بر اساس منطق سببیت روایت می‌شوند. در واقع طرح داستان پاسخی دقیق و مختصر به این پرسش که داستان دربارهٔ چه بود است.
توجه به این نکته که طرح و خلاصه داستان با هم فرق دارند، ضروری است. در خلاصه داستان هدف نقل موجز و اجمالیِ داستان است در حالی که طرح، روایت نقشه (اسکلت) داستان با تأکید بر سببیت (Causality) داستان شکل گسترده طرحی است که نویسنده پیش از آفرینش داستان آن را ذهنی یا مکتوب طراحی کرده است. نسبت طرح و داستان در ادبیات (داستانی) با مفهوم طرح اولیه و نقاشی کامل شده در هنر نقاشی کم شباهت نیست.
تعریف طرح برخلاف تعریف داستان کوتاه کمتر مورد مناقشه قرار گرفته است. منتقدان اغلب طرح را نقل وقایع داستان بر اساس سببیت تعریف می‌کنند. ادوارد مورگان فوستر مثال می‌زند که «سلطان درگذشت و سپس ملکه مرد» داستان است اما «سلطان درگذشت و پس از چندی ملکه از اندوه بسیار درگذشت» طرح است.
طرح را نقشه داستان نیز تعریف کردند.
ساختارِ طرح شامل شروع، ناپایداری، گسترش، تعلیق، نقطه اوج، گره گشایی، پایان است.
ویژگی‌های یک طرح:
- زمان طرح همیشه زمان حال است.
- طرح همیشه به صورت سوم شخص نقل می‌شود.
- وقایع با رعایت توالیِ زمان مرتب می‌شود.
- عدم توجه به جزئیات

این ویژگی‌ها بدون توجه به چگونگی استفاده آن‌ها در داستان در طرح توسط نویسنده باید ملحوظ شود.

### تضاد
می‌تواند بین دو فرد، دو جامعه، یک فرد و طبیعت، یک فرد با احساسات خود و… باشد.

### شخصیت
شخصیت پردازی به میزان هنرمندی نویسنده بستگی دارد. نویسنده ممکن است شخصیت‌هایی یک وجهی، چند وجهی، ایستا یا پویا خلق کند. در معرفی شخصیت‌ها، مؤلف می‌تواند از فن تصویرگری مستقیم یا تصویرگری غیرمستقیم بهره بگیرد.

### زاویه دید
داستان باید از زاویه دید مشخصی تعریف شود. در اینجا نویسنده ممکن است از زاویه دید «از بالا» (سوم شخص)، از بالای محدود (سوم شخص اما از زبان یکی از شخصیت‌های داستان)، اول شخص (روایت توسط شخصیت داستان، اما با استفاده از اول شخص)، یا زاویه دید واقعی (مانند یک دوربین آزاد) باشد.

## نویسندگان برجسته داستان کوتاه در جهان
- آنتوان چخوف
- نیکلای گوگول
- ارنست همینگوی
- خورخه لوئیس بورخس
- او. هنری
- گی دو موپاسان
- جروم دیوید سالینجر
- ریموند کارور
- ادگار آلن پو

## نویسندگان برجسته داستان کوتاه در ایران
- غلامحسین ساعدی
- بهرام صادقی
- بیژن نجدی
- هوشنگ گلشیری
- سیمین دانشور
- صادق هدایت
- صادق چوبک
- شهریار مندنی‌پور
- منیرو روانی‌پور
- جعفر مدرس‌صادقی
- قاضی ربیحاوی
- نادر ابراهیمی
- احمدرضا احمدی
- جلال آل احمد

## ارجاعات
1. ↑  HG Wells (2023). "THE HG WELLS SHORT STORY COMPETITION" (به انگلیسی).
2. ↑  مجری فراخوان (۲۰۲۳). «مسابقه نویسندگی ۱۴۰۲». writingteam.ir.
3. ↑  میرصادقی، جمال؛ عناصر داستان، تهران، سخن، ۱۳۸۵، چاپ پنجم
4. ↑  مستور، مصطفی؛ مبانی داستان کوتاه، تهران، مرکز، ۱۳۷۹، چاپ اول